# Kounické louky
Kounické louky jsou přírodní památkou v chráněné krajinné oblasti Slavkovský les. Byly vyhlášeny Správou CHKO v roce 2014, a to k ochraně vzácných druhů rostlin a motýla hnědáska chrastavcového. Nachází se necelý 1 km jihovýchodně od obce Nové Kounice a jeden kilometr jihozápadně od Javorné.
Rozloha lokality je 21,62 ha. Území je zároveň evropsky významnou lokalitou vyhlášenou k ochraně jednoho z nejvzácnějších denních motýlů v Evropě – hnědáska chrastavcového (Euphydryas aurinia). Cílem ochrany je zachování jeho populace a výjimečně dobře zachovalých rostlinných společenstev, především slatinných luk a přepásaných stanovišť s hořcem hořepníkem.

## Flóra
Vegetace chráněného území je tvořena vlhkými pcháčovými a střídavě vlhkými bezkolencovými loukami, v jižní části také slatinnými loukami. Roste zde množství chráněných a vzácných druhů rostlin – hořec hořepník (Gentiana pneumonanthe), upolín nejvyšší (Trollius europaeus), kosatec sibiřský (Iris sibirica), tolije bahenní (Parnassia palustris), ostřice blešní (Carex pulicaris), všivec lesní (Pedicularis sylvatica), prstnatec májový (Dactylorhiza majalis), hadí mord nízký (Scorzonera humilis) aj.
Sušší části území jsou strojově koseny a přepásány skotem, vlhčí části jsou koseny ručně – mozaikovitě s ohledem na zvláštní nároky vzácných druhů rostlin a živočichů.

## Přístup
Do chráněného území nevedou žádné turisticky značené trasy ani polní či lesní cesty. Přístup k přírodní památce není snadný, dá se k ní však dostat drobnou pěšinou (nevyznačenou v mapách.cz) z Českého Chloumku přes pastviny a lesním průsekem pod elektrickým vedením.

## Galerie

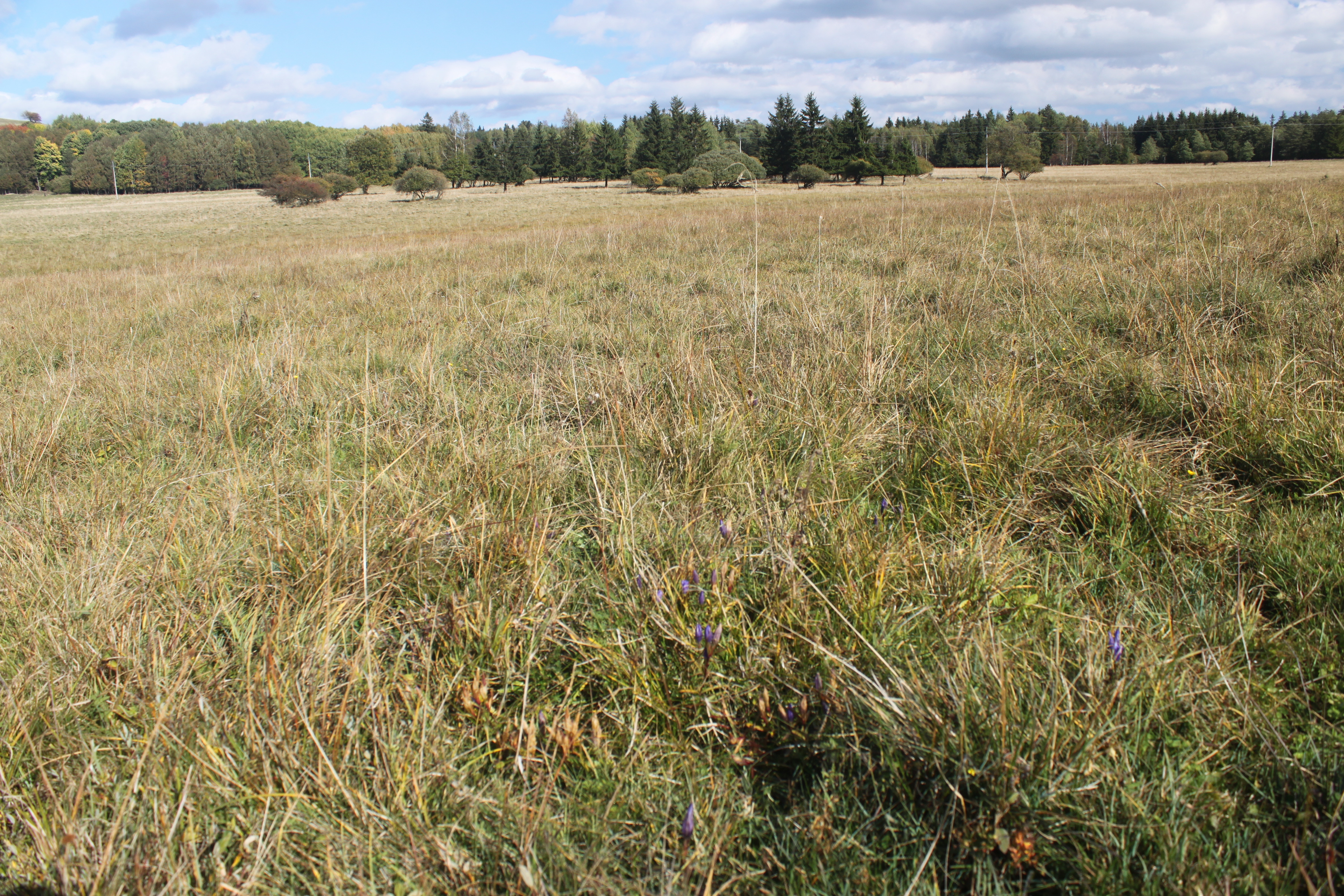
Pastviny s hořepníky
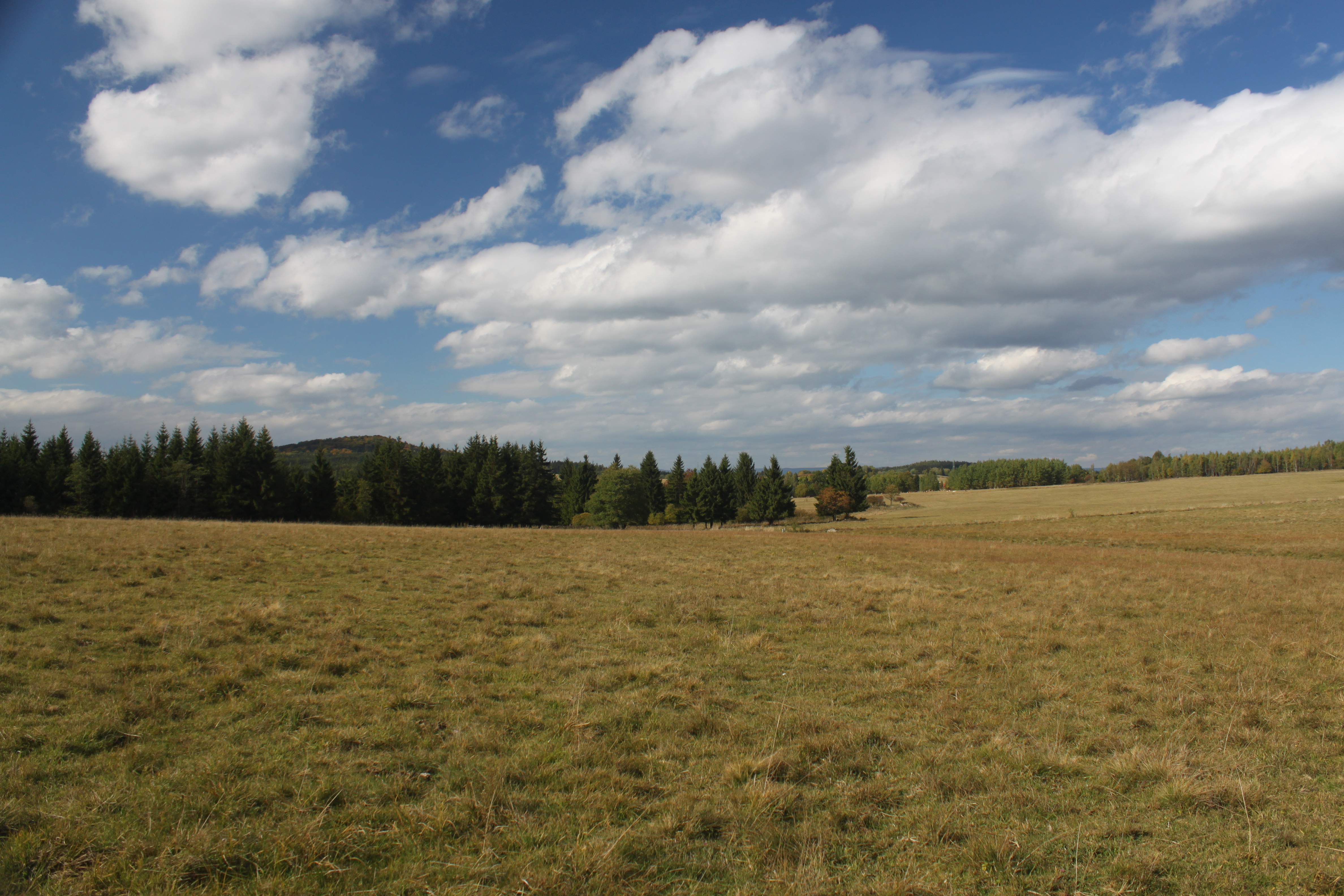
Pastviny v severní části chráněného území
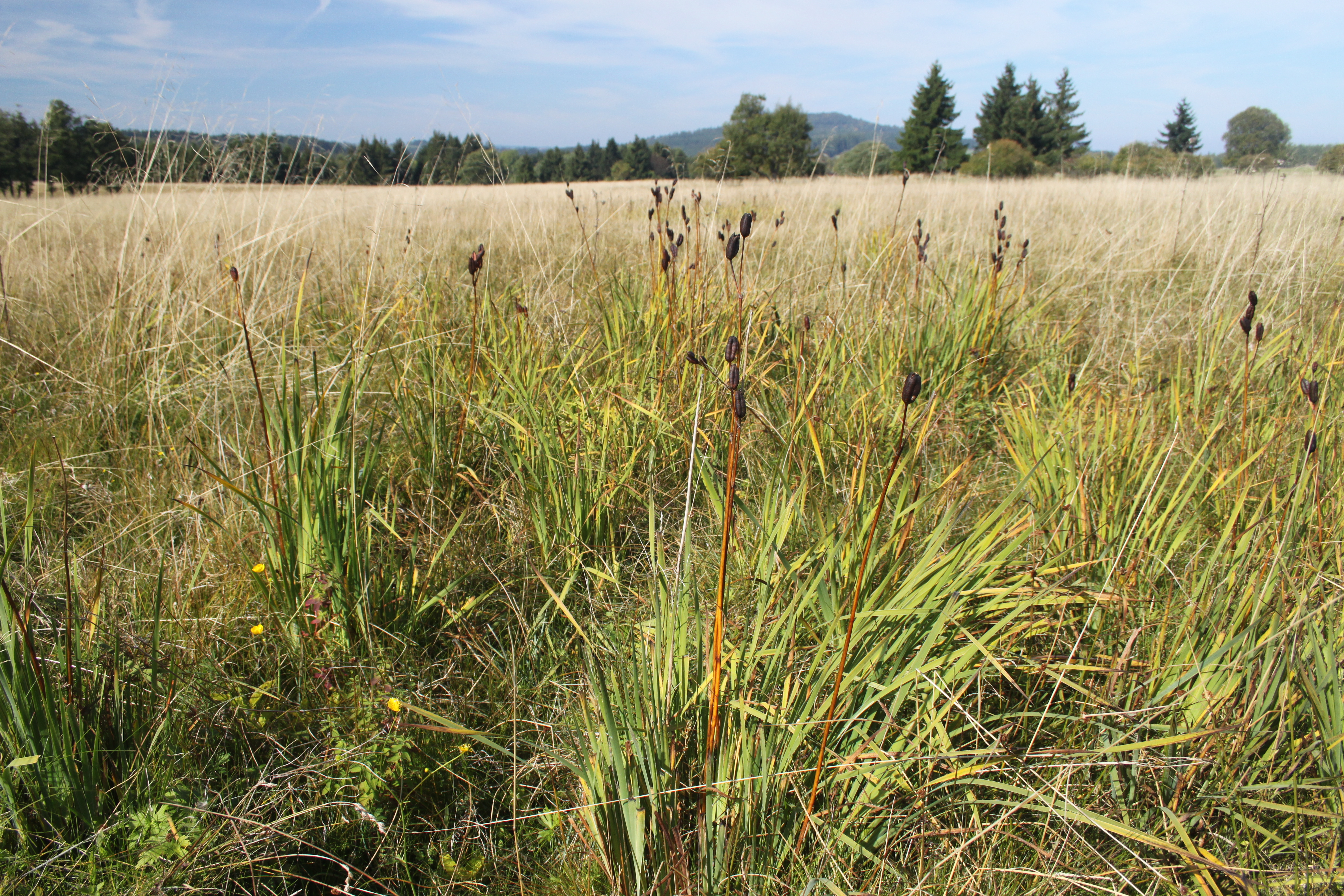
Odkvetlé kosatce sibiřské na Kounických loukách
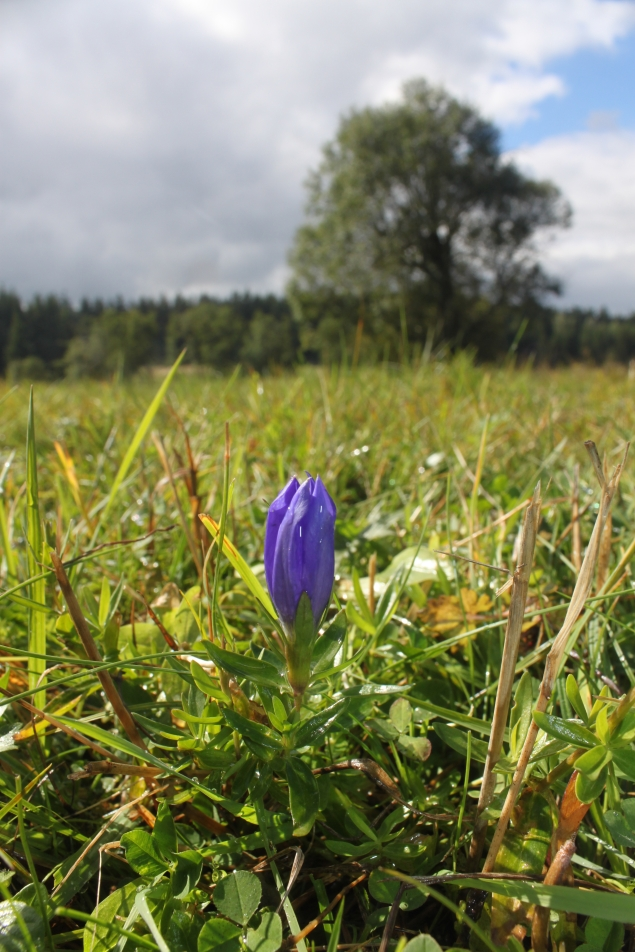
Hořec hořepník
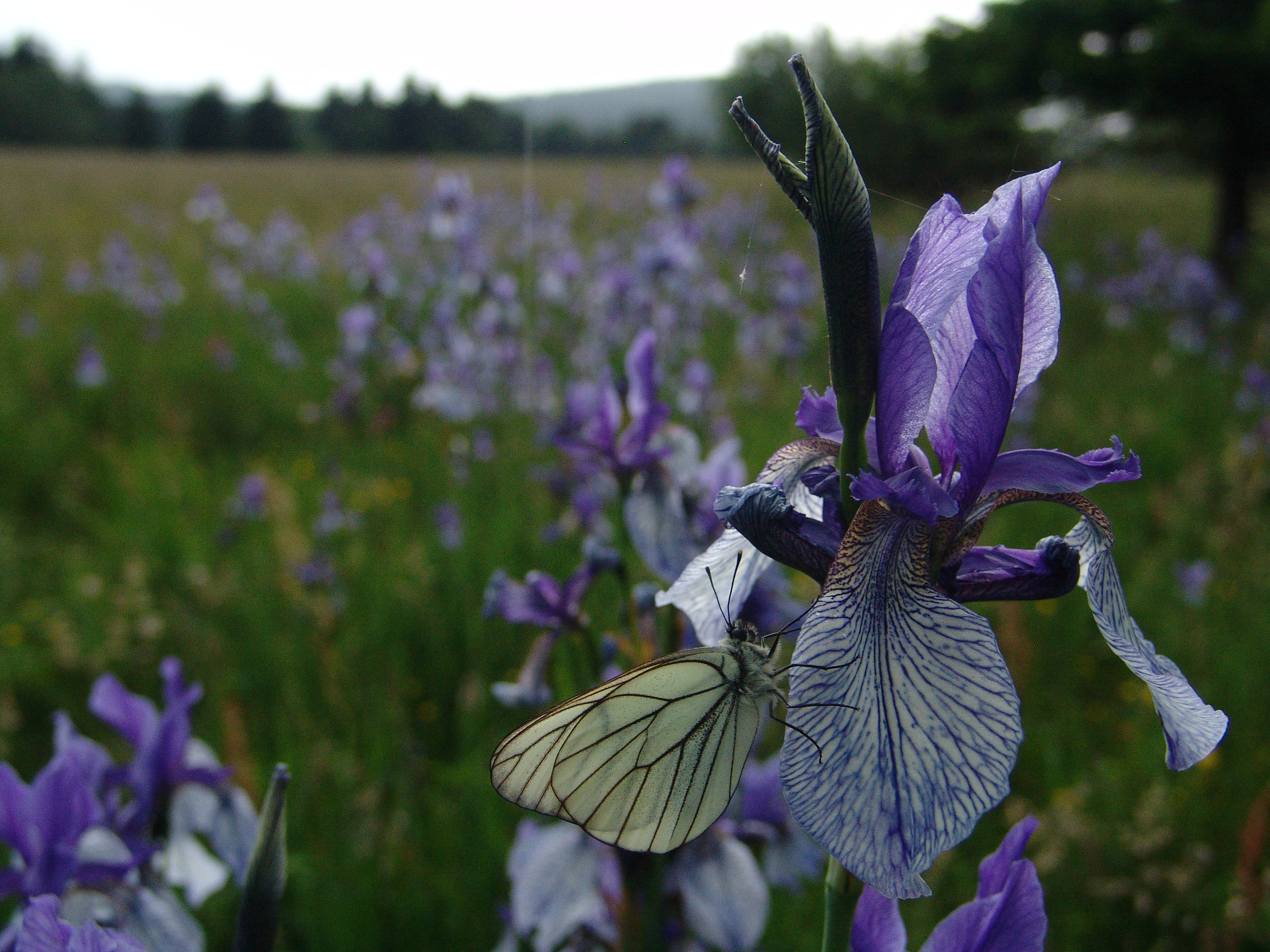
Kosatce sibiřské v severní části přírodní památky, na květu bělásek ovocný
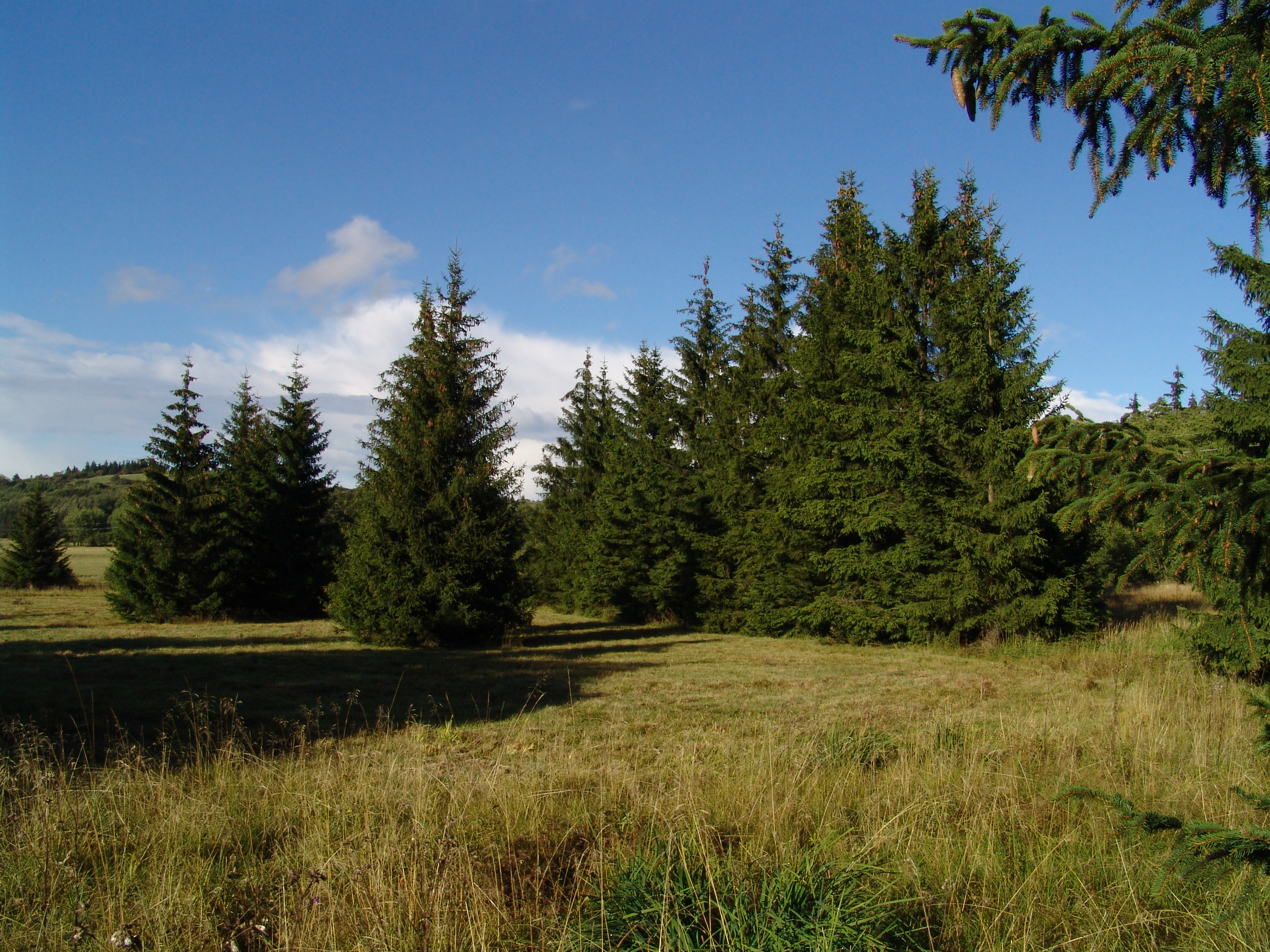
Mozaiková seč nezbytná pro udržení populace hnědáska chrastavcového
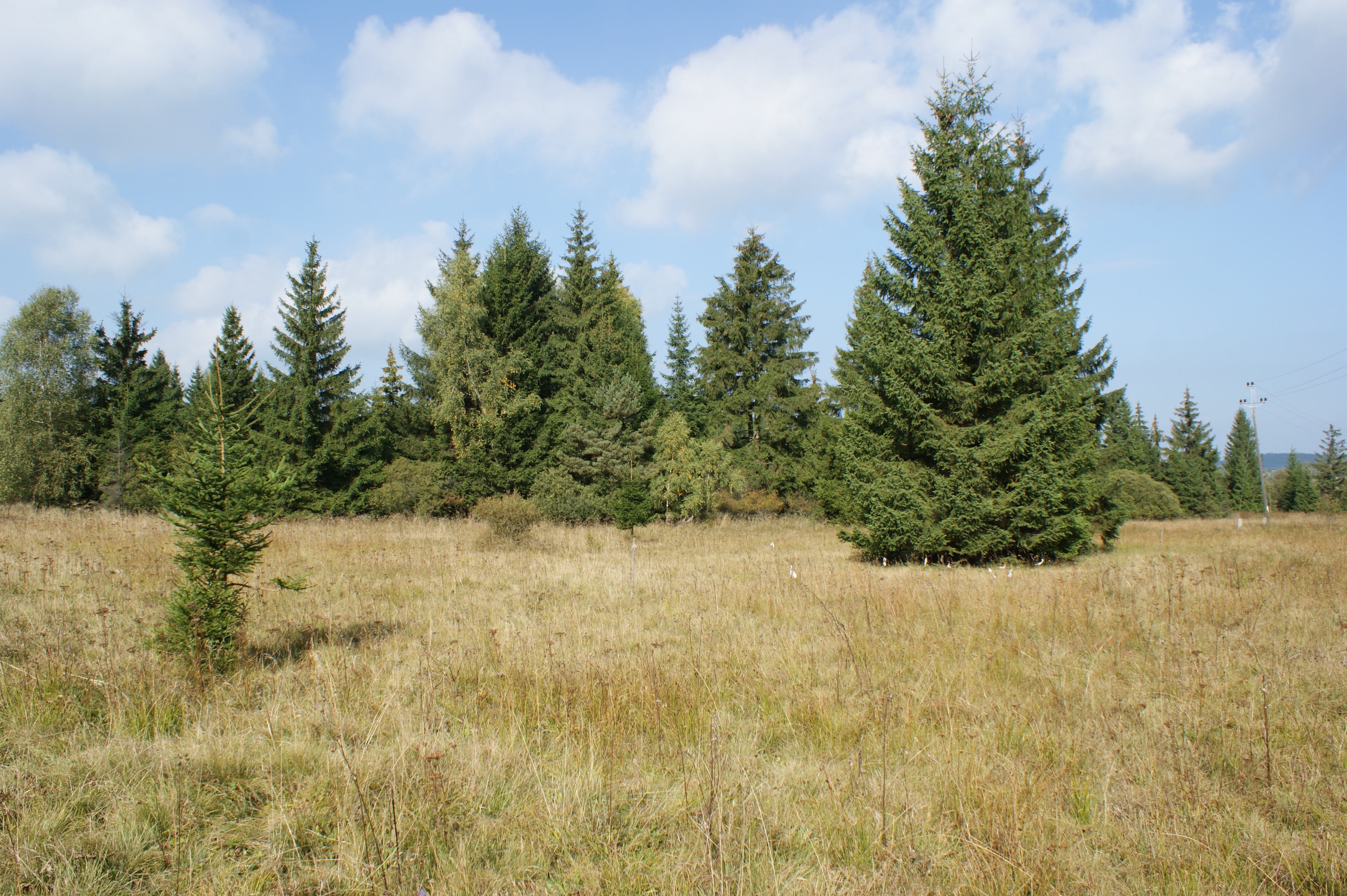
Kounické louky
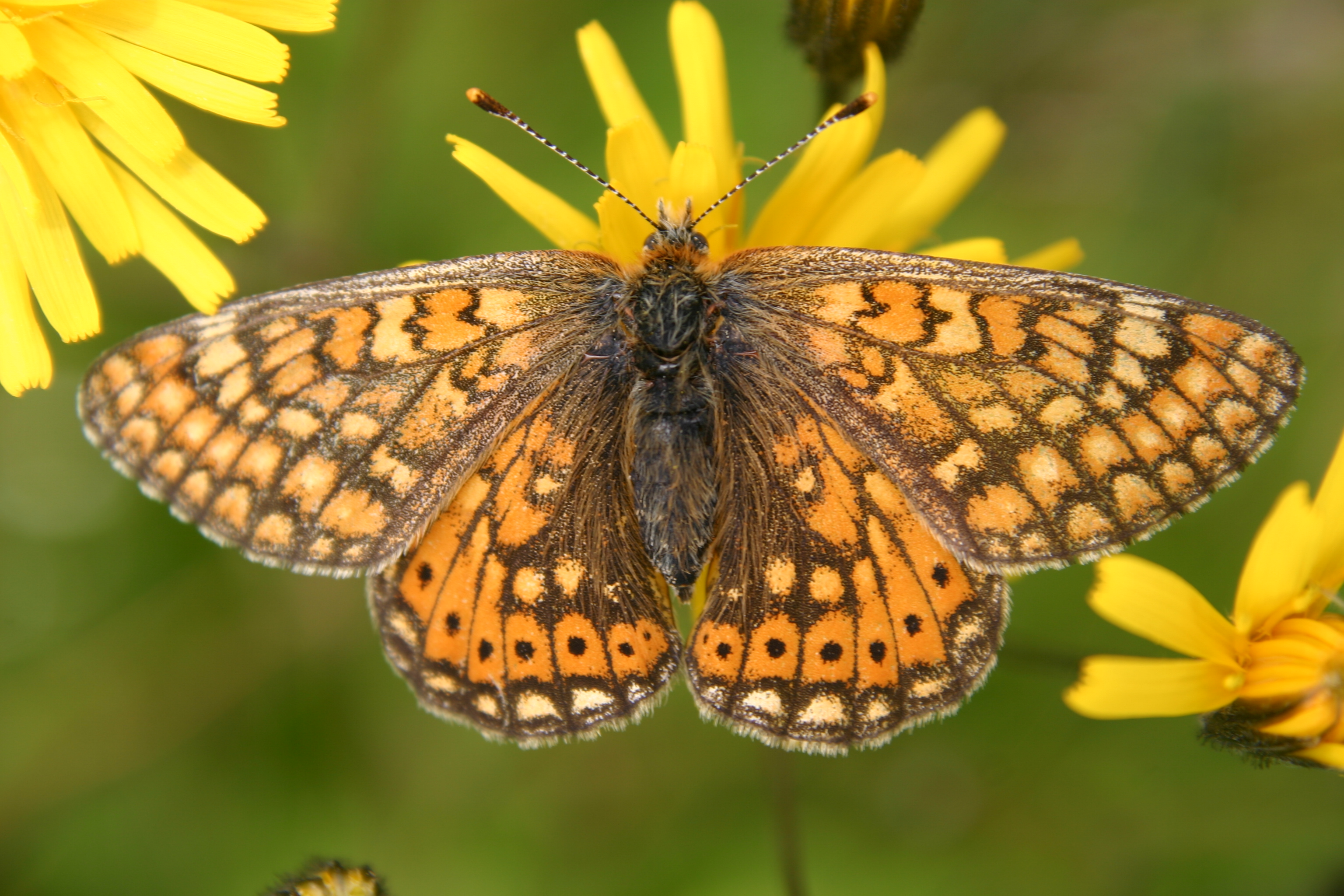
Hnědásek chrastavcový (Euphydryas aurinia)
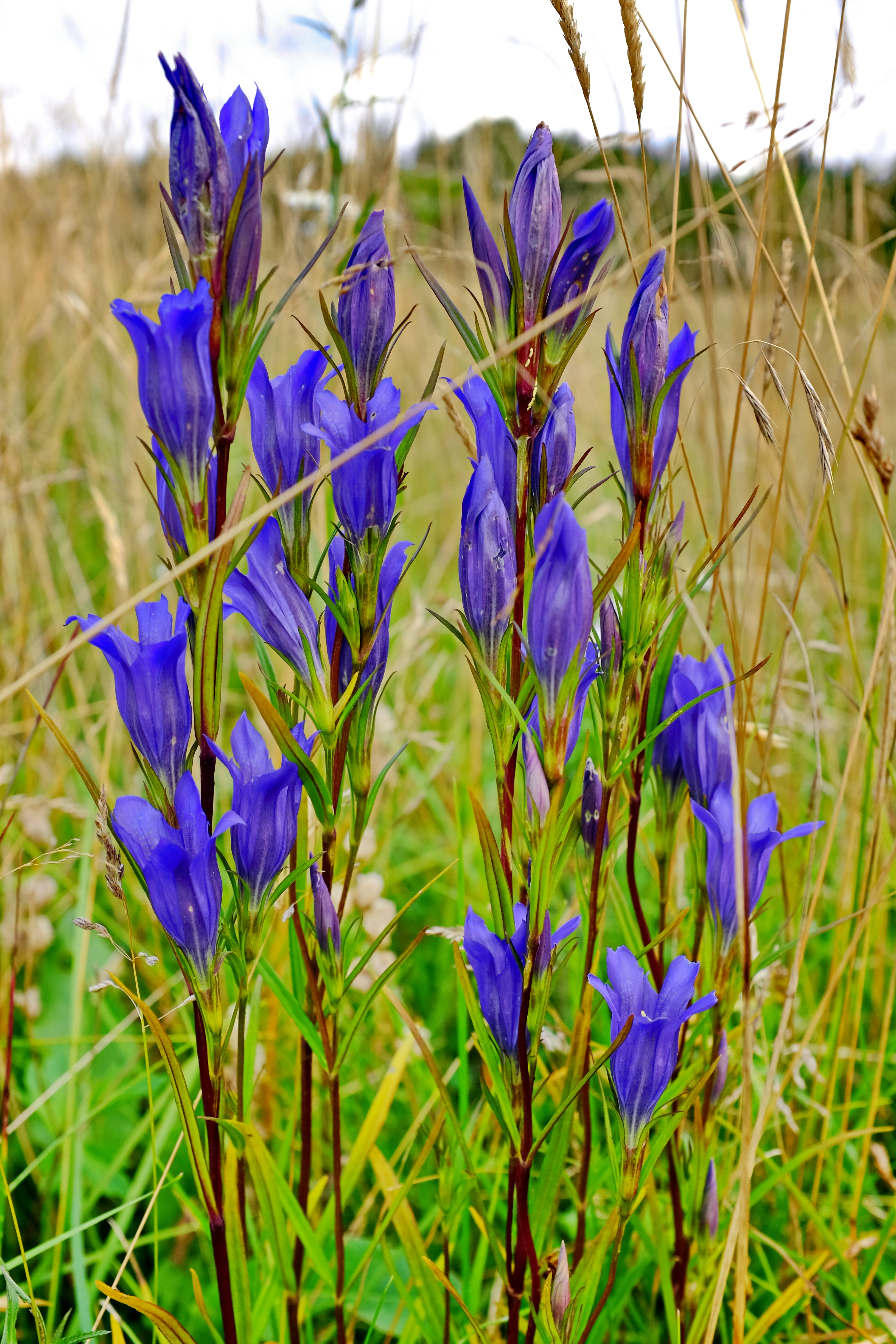
Hořec hořepník (Gentiana pneumonanthe)
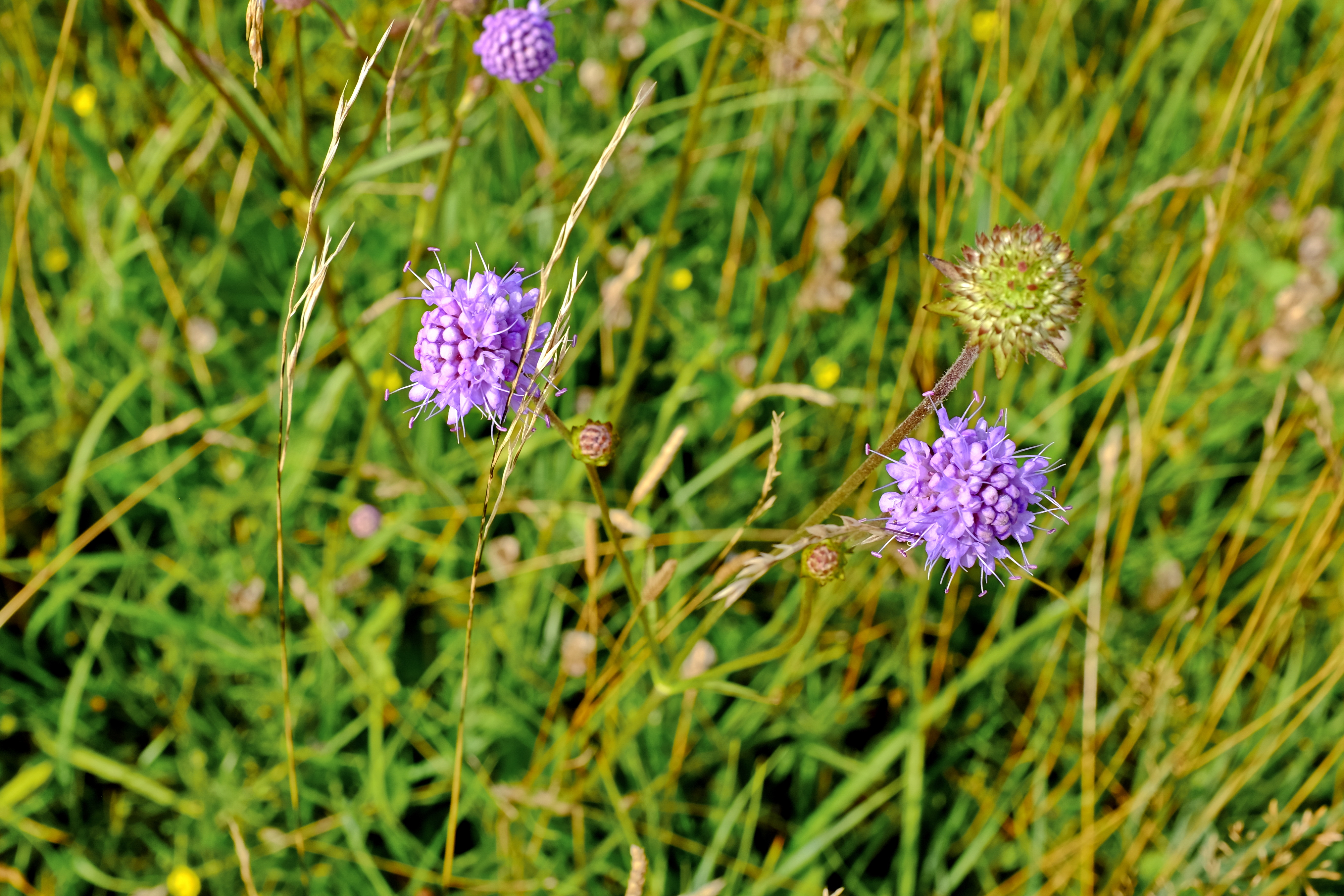
Čertkus luční (Succisa pratensis)